# Znak bestii
Znak bestii (ang. The Mark: The Beast Rules the World) – VIII tom bestsellerowej serii Powieść o czasach ostatecznych autorstwa Tima LaHaye’a i Jerry’ego B. Jenkinsa.

## Opis fabuły
Najwyższy Potentat Globalnej Wspólnoty, Jego Wysokość Nicolae Carpathia i Antychryst w jednej osobie zmartwychwstaje, opętany przez Szatana. Rozpoczynają się - tym razem już jawne - rządy terroru. Każda osoba na Ziemi ma obowiązek przyjąć znak lojalności i oddać cześć wizerunkowi Carpathii. W przeciwnym razie zostanie uśmiercona za pomocą gilotyny (zwanej "urządzeniem do egzekwowania lojalności").
David Hassid dowiaduje się, iż jego narzeczona Annie Christopher została zabita przez piorunami sprowadzonymi z nieba przez Najwyższego Zwierzchnika i Fałszywego Proroka - Leona Fortunato. David mdleje z powodu upału, raniąc się w głowę. Opiekuje się nim pielęgniarka Hannah Palemoon.
Rozpoczynają się prześladowania chrześcijan w Grecji. Mieszkańcy tego kraju jako jedni z pierwszych mają obowiązek przyjęcia znaku bestii. Siły Globalnej Wspólnoty aresztują żonę Lukasa Miklosa, jego proboszcza (wraz z żoną) oraz wielu innych wierzących. Miklos unika aresztowania (nie jest akurat obecny na spotkaniu wspólnoty), musi się jednak ukrywać. Wierzący odmawiają przyjęcia znaku bestii, wskutek czego zostają zgilotynowani. Cameron "Buck" Williams (zmienił wygląd) i Albie - udający żołnierzy Globalnej Wspólnoty - obserwują ich egzekucje. Udaje im się wydostać z więzienia dwoje nastolatków (są nimi Georgiana Stavros i Marcel Papadopoulos).
Gustaf Zuckermandel Junior (Mały Zeke), fałszerz dokumentów, jest zrozpaczony, gdy okazuje się, że Globalna Wspólnota aresztowała jego ojca (zwanego "Dużym Zeke") za pomoc innym wierzącym. Mały Zeke z pomocą Bucka Williamsa trafia do siedziby Opozycji Ucisku w Chicago (w wieżowcu Stronga).
Rayford Steele i Albie - dzięki dawnemu szefowi Bucka, Steve'owi Plankowi - uwalniają Hattie Durham, pojmaną przez Globalną Wspólnotę. Hattie prosi Boga o łaskę i staje się wierzącą - na jej czole widnieje znak krzyża.
W Nowym Babilonie David Hassid, Mac McCullum, Abdullah Smith i Hannah Palemoon planują opuścić pałac, zabierając ze sobą Ming Toy oraz jej 17-letniego brata Changa Wonga (również wierzącego). Jego rodzice chcą, by syn, komputerowy geniusz, jak najszybciej rozpoczął pracę dla Globalnej Wspólnoty i przyjął znak bestii. Chang odmawia, jednak ojciec wbija mu strzykawkę zawierającą narkotyk, a następnie prowadzi otumanionego i opierającego się resztką sił nastolatka do urządzenia znakującego. Chang zostaje oznaczony - nosi zarówno znak wierzących (krzyż), jak i znak bestii. Ten pierwszy jest nadal wyraźnie widoczny, ponieważ chłopiec był już wierzący, gdy oznaczono go - wbrew jego woli i akceptacji - znakiem bestii.
David i Chang dochodzą do wniosku, iż taka sytuacja jest korzystna dla Opozycji Ucisku. Chang może być jej szpiegiem w pałacu Globalnej Wspólnoty, gdy inni uciekną. Znak bestii umożliwi mu swobodne poruszanie się oraz zakup towarów.
Nicolae Carpathia ogłasza, iż powróci do Jerozolimy, by zająć przynależne mu miejsce w odbudowanej Świątyni Jerozolimskiej. Opozycja Ucisku przygotowuje się do wielkiej logistycznej operacji - exodusu wierzących do miasta Petra - która nosi nazwę "Operacja Orzeł"

## Kody regionów
Każdy z 10 regionów rządzonych przez lokalnych potentatów, (wyznaczonych przez Antychrysta) posiada przydzielony mu określony kod. Zostają nim napiętnowani (na czoło lub na prawą rękę) wszyscy, którzy przyjęli znak bestii. Kod stanowi kombinację różnych działań matematycznych z użyciem trzech szóstek (liczba 666 to - według Biblii - liczba Bestii).
Stany Zjednoczone Ameryki Północnej: -6=6-6-6
Stany Zjednoczone Ameryki Południowej: 0=(6-6)x6
Stany Zjednoczone Wielkiej Brytanii: 2=(6+6)/6
Stany Zjednoczone Europy: 6=6+6-6
Stany Zjednoczone Afryki: 7=(6/6)+6
Stany Zjednoczone Pacyfiku: 18=6+6+6
Stany Zjednoczone Azji: 30=(6x6)-6
Stany Zjednoczone Indii: 42=(6x6)+6
Stany Zjednoczone Rosji: 72=(6+6)x6
Stany Zjednoczone Świętej Ziemi (Carpathii): 216=6x6x6

## Główni bohaterowie

### Wierzący
- Rayford Steele – były pilot linii lotniczych Pan-Continental, stracił żonę i syna podczas Pochwycenia, były dowódca samolotu Global Community One (osobistej maszyny Nicolae Carpathii), członek pierwotnej Opozycji Ucisku, międzynarodowy zbieg przebywający w ukryciu w Mount Prospect (Illinois); jeden z zamachowców (strzelał do Carpathii)
- Cameron "Buck" Williams – były dziennikarz pisma "Global Weekly", przyjaciel Chaima Rosenzweiga, członek pierwotnej Opozycji Ucisku, redaguje magazyn internetowy "Słowo Prawdy", ukrywa się w Mount Prospect, przebywa z misją w Izraelu
- Chloe Steele Williams – córka Rayforda, żona Bucka Williamsa, straciła matkę i brata podczas pochwycenia, członkini pierwotnej Opozycji Ucisku, matka 14-miesięcznego Kenny'ego Bruce’a, ukrywa się w Mount Prospect, kieruje międzynarodową siecią wymiany towarowej i pieniężnej, służącej wierzącym
- Doktor Tsion Ben-Judah – rabin i naukowiec, jeden z nawróconych na chrześcijaństwo Żydów, duchowy przywódca i nauczyciel Opozycji Ucisku; poszukiwany przez Globalną Wspólnotę za głoszenie wiary uciekł do USA; za pomocą Internetu głosi Ewangelię i wzywa ludzi do nawrócenia, przebywa w ukryciu w Mount Prospect
- Chaim Rosenzweig – botanik, laureat Nagrody Nobla, odkrywca formuły, która zmieniła izraelskie pustkowia w kwitnące i żyzne tereny uprawne, Człowiek Roku pisma "Global Weekly", po zabiciu Antychrysta ukrywa się w Jerozolimie
- Mac McCullum – pilot Nicolae Carpathii, przebywa w pałacu Globalnej Wspólnoty w Nowym Babilonie
- David Hassid – dyrektor zaopatrzenia w kwaterze Globalnej Wspólnoty w Nowym Babilonie
- Annie Christopher – kapral Globalnej Wspólnoty, szefowa cargo (Phoenix 206) w Nowym Babilonie, zakochana z wzajemnością z Davidzie Hassidzie
- Leah Rose – pracownica administracji Arthur Young Memorial Hospital w Palatine, nadzorująca pielęgniarki; mieszka w bezpiecznym domu w Mount Prospect
- Lukas ("Laslos") Miklos – właściciel przedsiębiorstwa handlującego lignitem (Grecja), żonaty
- Abdullah Smith – pochodzący z Jordanii pilot odrzutowców i myśliwców; pierwszy oficer Phoenixa 216
- Ming Toy – 22-lata, wdowa, strażniczka Globalnej Wspólnoty w klinice w Belgii, przydzielona do Nowego Babilonu w związku z pogrzebem Carpathii
- Chang Wong – brat Ming Toy, mieszka w Chinach, wraz z rodzicami (nieświadomymi, jaką wiarę wyznaje ich syn) przybywa do Nowego Babilonu na pogrzeb Carpathii
- Al B. ("Albie") – ok. 50 lat, prawdziwe imię i nazwisko nieznane, pochodzi z Al Basrah (północny Kuwejt), były dyrektor wieży lotniczej w Al Basrah, międzynarodowy handlarz na czarnym rynku, po przestudiowaniu nauk Tsiona Ben-Judah porzucił islam i stał się wierzącym, nosi znak wierzącego na czole, pomaga Opozycji Ucisku w północnym Illinois

### Wrogowie chrześcijaństwa
- Nicolae Jetty Carpathia – były Sekretarz Generalny ONZ, Przywódca Globalnej Wspólnoty (Potentat), Antychryst, zabity podczas zamachu w Jerozolimie, spoczywa w trumnie wystawionej w kopmleksie pałacowym w Nowym Babilonie
- Leon Fortunato – prawa ręka Carpathii, Najwyższy Zwierzchnik, następca Nicolae po jego śmierci

Niezdecydowani
- Hattie Durham – była stewardesa, asystentka i kochanka Nicolae Carpathii, więziona przez Globalną Wspólnotę w Belgii

## Miejsca wydarzeń
- Chicago
- Grecja
- Irak
- Izrael